# Синицын, Пётр Иванович
Пётр Иванович Синицын (1796—1848) — русский врач. 
Родился в 1796 году. В 1821 году со званием лекаря I отделения окончил медицинский факультет Московского университета. Был оставлен при университете и вскоре получил звание акушера. После сдачи экзаменом в 1823 году был послан в Бендеры, Бессарабской области, где затем получил должность акушера Бессарабской врачебной управы. За диссертацию «De potulentorum natura eorumque vitiis corrigenqis» 11 марта был удостоен в Московском университете степени доктора медицины В 1825 году переведен на должность акушера Виленской врачебной управы, а в 1830 году — в Рязанскую врачебную управу. В 1831—1835 годах служил врачом путей сообщения.
В 1835 году получил звание инспектора врачебного управления в Московском университете, затем был назначен инспектором Нижегородского врачебного управления и в этой должности оставался до 1844 года, когда вышел в отставку.
Умер в 1848 году.